# Ульман, Шимон
Шимон Ульман (שמעון אולמן, родился 28 января 1948 года в Иерусалиме) — профессор информатики в Институте науки Вейцмана, Израиль. Основная область исследований Ульмана — изучение обработки зрения как людьми, так и машинами. В частности, он сосредотачивается на распознавании объектов и лиц и выдвинул ряд ключевых идей в этой области, в том числе с Кристофом Кохом идею карты визуальной значимости в зрительной системе млекопитающих для регулирования избирательного пространственного внимания

## Биография
Шимон Ульман родился в 1948 году в Иерусалиме в семье Лизы и Дэвида Теодора Ульмана, нефролога, работавшего в больнице Хадасса. Он вырос в районе Рехавия и учился в еврейской гимназии Рехавии. Служил в ВВС в качестве летчика-истребителя, участвовал в Войне на истощение и Войне Судного дня. В 1970 году он начал учиться в Еврейском университете в Иерусалиме, а в 1973 году получил степень бакалавра математики, физики и биологии. Затем он защитил докторскую диссертацию в Массачусетском технологическом институте, а в 1977 году получил докторскую степень в области электротехники и компьютерных наук за работу под названием «Интерпретация визуального движения», которую руководил доцент Дэвид Марр в Массачусетском технологическом институте и Научном институте Вейцмана. С 1986 по 1993 год он был профессором лаборатории искусственного интеллекта Массачусетского технологического института, а с 1986 года — профессором Научного института Вейцмана. С 1994 по 2003 год он возглавлял отдел компьютерных наук и прикладной математики в Научном институте Вейцмана. В 1983 году он был одним из основателей компании Orbot, производителя испытательного оборудования для печатных схем (которая объединилась с Optotech в Orbotech в 1992 году), и был ее главным научным сотрудником и Orbotech до 2004 года.
Он является автором нескольких книг по теме зрения, в том числе «Зрение высокого уровня: распознавание объектов и визуальное познание».
Ульман был награжден премией Дэвида Э. Рамелхарта 2008 года за теоретический вклад в когнитивную науку .
В 2014 году он получил премию ЭМЕТ в области информатики за свой вклад в развитие искусственного интеллекта и компьютерного зрения.
В 2015 году Ульман был удостоен премии Израиля в области математики и информатики.
В 2019 году он получил премию Азриэля Розенфельда за заслуги в области компьютерного зрения.